# All'improvviso (singolo)
All'improvviso è un singolo degli Zero Assoluto, diffuso in radio e digital download il giorno 24 gennaio 2014.

## Video musicale
Il video teaser del brano è stato diffuso il 13 gennaio 2014.
Il videoclip, diretto da Cosimo Alemà, è stato pubblicato su YouTube da Vevo il 13 febbraio 2014 e vede la partecipazione dell'attrice Gloria Radulescu.